# Ofir Davidzada
Ofir Davidzada (uváděný i jako Ofir Davidadza; hebrejsky אופיר דוידזאדה; narozen 5. května 1991, Beerševa, Izrael) je izraelský fotbalový obránce a reprezentant, hráč klubu Hapoel Be'er Sheva.
Hraje převážně na postu levého beka.

## Klubová kariéra
- Hapoel Be'er Sheva (mládež)
- Hapoel Be'er Sheva 2010–

## Reprezentační kariéra
Ofir Davidzada reprezentoval Izrael v mládežnické kategorii U21.
V A-mužstvu Izraele debutoval 7. 9. 2013 v kvalifikačním zápase v Ramat Ganu proti reprezentaci Ázerbájdžánu (remíza 1:1).